# Гвазава, Дмитрий Эдгарович
Дмитрий Эдгарович Гвазава (род. 16 марта 1988, Гудаута, Абхазия) — российский автогонщик, двукратный обладатель Кубка России в классе МитДжет (2016).(2018)

## Биография
Родился в Абхазии в городе Гудаута.
В Абхазии он жил до 4-х лет, после чего вместе с семьей перебрался в Москву. Окончил московскую школу N57 в 2005 году, затем поступил на юрфакМГУ и окончил его в 2010 году.
В 2010 году Дмитрий начал заниматься любительским картингом, где его тренировал Алексей Карачев, с которым Дмитрий выступает в гоночной серии Mitjet Series Russia.
В 2015 участвовал в Формуле-Masters, где по итогам двух этапов набрал 94 очка.
В том же 2015 году Гвазава занял второе место в Кубке Краснодарского Края Mitjet 2L.
В мае 2016 года Дмитрий принял участие в гонке поддержки Формулы-1 на трассе Сочи Автодрома. Гонкой поддержки королевской гонки Гран-При России выступила серия Mitjet Series Russia, к тому времени уже набравшая достаточно высокую популярность и собравшая на старте 17 гонщиков. Дмитрий занял 8-е место по итогам уикенда F1.
А уже 15 октября 2016 года Дмитрий выиграл Кубок России в классе Mitjet 2L. Кубок состоял из 5-ти этапов, причём первый этап, проходивший на трассе Moscow Raceway, был гонкой поддержки чемпионата мира WTCC. По итогам первого этапа Дмитрий вновь занял 8-е место. Однако вскоре пилот смог закрепиться в списке лидеров. Финальный этап, проходивший на Сочи Автодроме, должен был определить имя победителя соревнования. На тот момент первым в абсолютном зачете был известный российский гонщик Борис Шульмейстер, на второй позиции шёл Дмитрий Гвазава, третьим был Алексей Карачев.
В 2017 году Дмитрий Гвазава принимает участие в гонке поддержки Deutsche Tourenwagen Masters на трассе Moscow Raceway. В первой гонке Дмитрий стал вторым, а второй заезд обернулся крэшем с соперником, пилот остался без призового места.
В этом же году Гвазава выступает в Кубке России Mitjet 2L, где ведёт непримиримую борьбу с Иваном Лукашевичем и Алексеем Карачевым — пилотами команды Лукойл Рейсинг. Иван Лукашевич из 12 гонок проигрывает только одну, и проигрывает он её Дмитрию Гвазаве. Дмитрий становится вице-чемпионом по итогам чемпионата.
В 2018-м Гвазава принимает предложение стать пилотом Лукойл Рейсинг. Руководство ставит перед гонщиком задачу — повторить успех 2016 года. Гвазава справляется с возложенными надеждами и с крупным отрывом, выиграв 10 гонок из 12, становится первым. После этой победы Гвазава объявляет, что, скорее всего, он покинет серию Mitjet, чтобы попробовать себя в Европейском Кубке GT4.
Дмитрий пропагандирует безопасное движение в городе. Он неоднократно встречался с начальником управления ГИБДД ГУ МВД России по городу Москве Коваленко В.В, по вопросам запрещения уличных гонок в городе. Профессиональный гонщик видит решение проблемы опасной для общества езды молодых людей в строительстве специальных трасс для спортивной езды.
В Абхазии с Дмитрием связался начальник Гагрского ГАИ Хаджарат Бганба, который предложил гонщику начать совместную работу с молодежью Абхазии для разъяснения необходимости соблюдения ПДД и использования ремней безопасности.

Как я понимаю, сейчас в Абхазии сезон свадеб. В связи с этим участились дорожно-транспортные происшествия в стране. Конечно же, в первую очередь во всем этом виноват сам водитель, а потом уже можно говорить о недостаточной работе со стороны ГАИ. На примере Москвы могу сказать, что там пропагандируется автоспорт, и уводят водителей с дорог общего пользования на специализированные трассы. Это могут быть картодромы, где любители быстрой езды смогут проводить соревнования между собой, проявлять свое мастерство и получать необходимую дозу адреналина.
8 ноября Президент Абхазии Хаджимба, Рауль Джумкович принял чемпиона России по автогонкам Mitjet 2L и поддержал инициативы гонщика.